# Депок
Депок (на индонезийски: Depok) е град в Индонезия. Населението му е 2 099 989 жители (2015 г.). Има площ от 200,29 кв. км. Разделен е на 11 района. Телефонният му код е 021. Намира се в часова зона UTC+7. Разполага с няколко университета.